# 김인섭 (축구 선수)
김인섭(한국 한자: 金仁燮, 1972년 7월 9일 ~ )은 대한민국의 전 축구 선수이며, 포지션은 미드필더였다.